# 东营港疏港高速公路
东营港疏港高速公路，曾称东港高速公路，高速公路网编号为S7201，是山东省东营市境内河口区东营港通往利津县东北部的一条疏港高速公路。公路全长64.65km，全封闭，全立交，双向四车道，设计时速100公里/小时。全线共设有东营港、仙河、孤岛、马场、集贤5个出入口，并在马场与集贤间通过立交与东吕高速公路及荣乌高速公路相连接。